# Кипрей узколистный
Кипре́й узколистный (Epilóbium angustifolium), или по устаревшему синонимичному названию рода Иван-ча́й узколи́стный, Иван-чай, Хаменереум узколистный (лат. Chamaenérion angustifolium), или Копорский чай (тривиальное название по напитку, изготовляемому из ферментированных листьев растения) — многолетнее травянистое цветущее растение семейства кипрейных.

## Названия
«Верба-трава», «ива-трава» — это название возникло из-за схожести листьев с листьями ивы. «Огненная трава», «пожарник» — такое имя дано растению, потому что оно первым заселяет пожарища. «Скрипун и плакун» — при попытке выдернуть траву из земли возникает соответствующий звук. Также называют «дикая конопля» или «дикий лён» за высокие лубяные свойства его стеблей, дающих 15%-й выход волокна. Из этого волокна на Руси вили верёвки и изготавливали ткани. У иван-чая узколистного также есть названия «хлебница» или «мельничник». Высушенные и размолотые корни растения добавлялись в муку и использовались для выпечки хлеба. Добавка эта, помимо содержания витаминов и микроэлементов, экономила или замещала сахар. Помимо хлеба, народные умельцы изготовляли из корней спиртной напиток. Весьма распространённым названием являлся «пуховик». Пух, весьма обильный при цветении, использовался при изготовлении ваты, им набивали подушки и матрасы.
Н. И. Анненков в «Ботаническом словаре» (1878) в статье о кипрее узколистом привёл его названия в книгах европейских и русских учёных (К. Ф. Мейнсгаузена, К. И. Максимовича), простонародные и книжные названия, употреблявшиеся в разных губерниях России (с указанием лиц, зафиксировавших эти названия в печати или письменно), а также названия на немецком, французском и английском языках:

Богородицына трава, Верба трава, Сорочьи глаза, Дятельник, Елушник, Дрема, Дремуха, Боровое зелье, Ива трава, Ивовая трава, Иванов-чай, Иван-чай, Чай-Иван, Иванъ-трава, Ивановская трава, Кипрей, Кипрейник, Кипер, Купрей, Копыл трава, Копорка, Копорский чай. Курильский чай, Дикая конопля, Красный цвет, Краснушка, Коневник, Любиш, Полевая левкония, Дикий лён, Льонок, Маточник, Мельничник, Плакун, Пуховник, Пущник, Пустодом, Рак, Ревенка, Синовод, Скрипун, Скрыпун, Скрыпень, Скрыпник, Скрипен, Лесной Скрыпий, Скрыпей, Скрипица, Скрипт, Скрипен, Скрипел, Хрыпняк, Хрепяльник, Хрипняк, Спрыг, Смолка, Степник, Дикая Фиалка, Хлебница, Хмызок, Шелковица, Щелкунец, Яровник или Еровник, Балник, Бурьян, Полевые васильки, Виноход, Ненадычка, Шалфей полевой, Ницалоза, Петушковы яблоки, Донник, Сапожник, Пырей.
Оригинальный текст (рус. дореф.)Богородицына трава (Олон.) Верба трава, Сорочьи глаза (Лепех.) Дятельникъ (Ряз.) Елушникъ (Арх.) Дрема (Пск.) Дремуха (Тв. Ост. Пуп.) Боровое зелье (Гродн.) Ива трава. Ивовая трава. Ивановъ-чай (Лепех.) Иванъ-чай (Моск. и др.) Чай-Иванъ (Твер. Корг.), Иванъ-трава, Ивановская трава (Олон.) Кипрей (Кондр. въ бол. части Росс.) Кипрейникъ (Эк. Маг.) Киперъ (Лепех.) Купрей (Даль). Копылъ трава (Приаргунск. кр.) Копорка, Копорскій чай (отъ села Копорья въ Петерб. губ. Даль II. 768). Курильскій чай (Лепех.). Дикая конопля (Лепех.) Красный цвѣтъ (Тамб.) Краснушка (Новг.) Коневникъ (Вост. часть Томск. губ.) Пот. Любишъ (Пет.) Полевая левконія (Минск.) Дикій ленъ, Льонокъ (Умань). Маточникъ (Влад.) Мельничникъ (Олон.) Плакунъ (Арх. Олон. Ниж. Курск. Лепех.). Пуховникъ (Приарг. край) отъ пуха, окруж. сѣмена. Пущникъ (Нижег.) Пустодомъ (Голосъ. 1800. № 324). Ракъ (Ворон.) Ревенка (Кал.) Можетъ быть упоминаемое въ Стар. рукоп. цвѣтникахъ растеніе. Синоводъ (Гродн.) Скрипунъ (Волог.) Скрыпунъ, Скрыпень, Скрыпникъ (Смол. Тамб. Пск.) Скрипень (Кал. Ряз.) Лѣсной Скрыпій, Скрыпей. Скрипица (Вят.), Скриптъ (Кал.) Скрипенъ, Скрипелъ (Могил.) и вѣроятно вслѣдствіе искаженія Хрыпнякь (Пет.) Хрѣпяльникъ (Меркл.) Хрипнякъ (Тв. Ост. Пуп.) Спрыгъ (Олон.) Смолка тр. Степникъ (Арх.) Дикая Фіалка (Смол.) Хлѣбница (Царск. Село Меркл.) Хмызокъ (Орл.) Шелковица (Пет. Меркл.) Щелкунецъ (Даль). Яровникъ или Еровникъ (Каз. г. Меркл.) — Смѣш. и неопр. Балникъ (Костр.) Бурьянъ (Кал.) Полевые васильки (Каз.) Виноходъ (Нижег.) Ненадычка (Олон.) Шалфей полевой (Моск.) Ницалоза (Черниг. вѣроятно вслѣдствіе того, что эта трава наз. Ивовой травой. Пѣтушковы яблоки, Донникъ, Сапожникъ, всѣ три въ Арх. Пырей (Костр.) — Пол. Błagacz. — Чешск. Wrbowka, Kuprej. — Луз. Hórski leńčk. Styskniwe zelo. Wjeŕbka. — У Корел. близъ Олонц. Хорма (Пот.) Горма. Орорга, Хоренга. — Финн. Hepohäntä, horma, häränhantika, Jesuksen-kukka, Vormuruoho. — Латыш. Kasu rohse. — Тат. Карамукъ. — Перм. Вöй. — Мордв. Удга. — Кирг. Ширямъ (Кир.) — Тунг. въ Якут. Аникта. Kürun-oto, т. е. трава сожженыхъ мѣстъ (Meinsh.) — Ольчи Aulakhta (Max.) — Нѣм. Das Antoniuskraut, der Bergschoten, das Eberkraut, das Feuerkraut, der wilde Oleander, der Schotenweiderich, Französische Weide. Листья — Kurilischer Thee. — Франц. Faux Nérion, Lancier faux, Herbe de St. Antoine, Osier fleuri, Neriette, Antonin, Antoninę. — Англ. French Willow, Persian Willow, Rose bay, Willow herb.

В современном китайском языке иван-чай имеет очень образное название: «лю лань» (кит. упр. 柳兰, пиньинь liǔlán), что в буквальном переводе означает «ивовая орхидея».

## Ботаническое описание

### Внешний облик
Многолетнее травянистое растение высотой 50—150 (до 200) см. Корневище толстое, ползучее; на вертикальных и горизонтальных корнях развиваются многочисленные дополнительные почки, которые способствуют быстрому вегетативному размножению. Стебель прямостоячий, округлый, простой, голый, густо облиственный.

### Листья
Листья очерёдные, сидячие, иногда с очень короткими черешками, простые, линейно-ланцетные, заострённые, к основанию клиновидно суженные, иногда почти округлые, 4—12 см длиной, 0,7—2 см шириной, по краю мелко железисто-зубчатые или цельные, сверху тёмно-зелёные, блестящие, снизу сизо-зелёные, пурпурно-красные, иногда бледно-розовые.

### Цветки
Цветки с двойным околоцветником, четырёхчленные, обоеполые, диаметром 2,5—3 см, собраны в редкую верхушечную кисть длиной 10—45 см, бледно-розовые, реже белые. Нектарное кольцо расположено вокруг столбика. Цветёт с начала второй половины лета в течение 30—35 дней.
Пыльцевые зёрна трёхпоровые, шаровидной формы. Диаметр 4,8—8,4 мкм. В очертании с полюса округло-треугольные, с ярко выраженными порами, с экватора — округлые. Поры округлые, внутриободковые, 17—20 мкм в диаметре. Мембрана пор бугорчатая. Ширина мезопориума 61,2—68,8 мкм. Экзина в центре мезопорума имеет толщину 1,6—1,8 мкм, около пор утолщена до 7 мкм. Скульптура тонкая, сглаженно-бугорчатая. Цвет пыльцы жёлто-зелёный.
Формула цветка: {\displaystyle \uparrow K_{(4)}\;C_{4}\;A_{8}\;G_{({\overline {4}})}}.

### Плоды и семена
Плод — пушистая, немного изогнутая коробочка, напоминающая стручок. Семена голые, продолговатые, наверху с длинными, тонкими, белыми волосками. Легко разлетаются на большие расстояния. Масса 1000 семян 0,10—0,12 грамм. Плоды созревают в августе—сентябре.
- Кисти
- Цветы
- Семена
- Пыльца, увеличенная в 200 раз

## Распространение и экология
Произрастает по всему Северному полушарию. На территории России преимущественно в нечернозёмной полосе. Огромные площади занимает на Урале и Алтае.
Растёт на хорошо освещённых местах: опушки смешанных и хвойных лесов, осушенные болота (торфяники), железнодорожные насыпи, берега карьеров, оврагов и лесных ручьёв. Характерен для мест лесных вырубок и гарей, где растёт до 10 лет, затем вытесняется малиной и таволгой.
Произрастает на почвах различного механического состава: от песков до тяжёлых суглинков. Мирится с различным содержанием влаги в почве, за исключением очень сухих и сырых почв. Отрицательно реагирует на близкое залегание грунтовых вод и длительное заливание полыми водами. Растёт на почвах с различной кислотностью — pH 4,0—7,0. Наиболее обильно разрастается на умеренно влажных супесчаных и суглинистых незадернелых почвах, которые богаты нитратами. Экспериментально доказано, что кипрей узколистный усваивает азот только в форме нитратов, и не усваивает азот в аммиачной форме. Поэтому именно на лесных гарях и вырубках создаются условия для его хорошего произрастания. Предпочитает открытые, не затенённые места. При этом достаточно теневынослив и произрастает в разреженных лесах, но в этих условиях угнетается и иногда не плодоносит. Достаточно зимостоек и морозоустойчив. Хорошо отзывается на внесение удобрений.

## Химический состав
В молодых листьях и корневищах иван-чая узколистного содержится от 10 до 20 % дубильных веществ. В листьях — до 15 % слизи. В нём также обнаружено большое количество растительных волокон (целлюлозы), лектины, витамин С (от 90 до 588 мг% (то есть на 100 г сырой травы) — по крайней мере в 5—6 раз больше, чем в лимонах), сахар, органические кислоты, пектин, флавоноиды и следы алкалоидов. Среди микроэлементов, обнаруженных в растении, следует упомянуть о довольно большой концентрации железа, меди и марганца. В 100 г зелёной массы иван-чая узколистного содержится 23 мг железа, 1,3 мг никеля, 16 мг марганца, 1,3 мг титана, 0,44 мг молибдена и 6 мг бора. До бутонизации в надземной части растения имеется до 20 % белка, соли фосфора, кальция, кобальта. Кроме того, обнаружены калий, кальций, литий и др. элементы.
В корнях концентрация танина может достигать 20 мг% (в листьях его около 10 мг%). Кофеина в иван-чае узколистном не содержится.

## Значение и применение
Волокно получаемое из стеблей можно использовать для изготовления верёвки и грубых тканей. Стебли пригодны для изготовления строительных и изоляционных плит. Летучки семян можно использовать для набивки матрасов. Попытка изготовления пряжи из летучек окончилась неудачей.
В декоративном садоводстве применяется в цветниках «новой волны».

### Медонос
Основной медонос в таёжной зоне Сибири, способный давать до 600 кг кипрейного мёда и более с гектара, но с возрастом мёдопродуктивность растения быстро падает, а к концу жизни сходит на нет. Один цветок даёт до 15 мг нектара, а единичные (как правило, первые) до 26 мг. При прохладных ночах и теплых днях выделяется наибольшее количество нектара. Продуцирование нектара повышается по мере продвижения на север, и достигает максимума в Красноярском крае и Якутии. В нектаре преобладают глюкоза и фруктоза. Сахаристость нектара сильно зависит от погодных условий: при высокой температуре и средней относительной влажности воздуха (самые благоприятные условия) содержание сахара в нектаре составляет от 4 до 6 мг, при прохладной погоде и высокой влажности падает до 1,3—2,3 мг сахара с одного цветка. Мёд прозрачный с лёгким зеленоватым оттенком (за счёт ярко-зелёной пыльцы), со слабо выраженным вкусом и ароматом, немного пряный. Кристаллизуется вскоре после откачивания крупной белоснежной крупкой.

### В кулинарии
До начала XX века значительной популярностью в различных регионах Восточной Европы, у самых широких слоёв общества пользовался горячий напиток из Иван-чая узколистного — копорский чай (копорка, иван-чай, русский чай). Название «копорского» получил по названию местности Копорье в Петербургской губернии, которая стала центром производства «копорского чая» и его торгового распространения по всей России и Европе. Его получали, заваривая листья растения после их ферментации и сушки. Сейчас в Копорье базируется производство чая «Родной», специализирующегося на изготовлении классического иван-чая, а также иван-чая с различными травяными и фруктовыми добавками.
Молодые листья пригодны для салатов и супов. Татары и тунгусы употребляли их подобно капусте. Из корней кипрея на Кавказе делали муку и выпекали хлеб; при сбраживании она давала спиртовой напиток. Молодые побеги, корни и листья в свежем виде пригодны для приготовления витаминных салатов, варёными их можно употреблять в пищу вместо спаржи или капусты.
Эскимосы и чукчи заготавливали листья отваривая, отжимая и замораживания для их хранения в мешках из шкур нерпы для зимнего питания.

### Кормовое значение
Как кормовое растение наибольшее значение имеет для северных оленей и ряда промысловых животных. В районах, где недостаточно лугов он приобретает существенное значение для сельскохозяйственных животных. В некоторых районах имеет существенное кормовое значение для овцеводства, которые удовлетворительно или хорошо поедают растения. Обычно лучше, чем крупный рогатый скот. КРС в большинстве случаев поедает лишь молодые побеги или верхушки. При этом поедаемость зависит от наличия или присутствия на пастбище более ценных кормовых растений. Отмечено плохое поедание лошадьми. Рекомендуется как корм для свиней. В опытах по скармливанию кроликам показал, поедаемость на 73 %.
Основной корм для марала весной и в начале лета в местах, где гари занимают большие площади. Удовлетворительно поедается пятнистыми оленями. Лоси охотно поедают верхушки побегов. В некоторых районах это его основной летний корм. В июле — августе хорошо поедается благородным оленем, изюбрем. В июне — июле поедается туром. В июле поедается серной, косулей, зайцем-беляком. В небольших количествах поедается утками.
Растение пригодно для силосования. Заготовку проводят в фазе бутонизации — начале цветения. Силос получается хорошего качества. Поедается скотом более охотно, чем вико-овсяный силос. Кормление силосом благоприятно сказывается на удое молочного скота. При сушке на сено листья легко обламываются и кормовая ценность сильно снижается. Сено поедается крупным рогатым скотом неохотно. Вредных последствий от кормления животных силосом или сеном не отмечено. Однако, есть указание на утомление животных и обильное мочеотделение при кормлении животных кипреем узколистным.
Силос содержит: 75 % воды, 4 % белков 1,7 % жира, 6,4 % клетчатки, 10,6 % БЭВ, 2,7 % золы. На 100 кг силоса приходится 16,7 кормовых единиц и 1,5 переваримого протеина. Переваримость питательных веществ силоса средняя. Надземная масса в сухом состоянии содержит: 10,4—14,0 % белков, 18,2—20,2 % клетчатки, 2—3,2 % жира, 4,3—9,9 % золы.

### В народной медицине
В народной медицине растение применяется при гонорее,головных болях, болях в конечностях, сифилисе, листья и цветущую надземную часть — как ранозаживляющее средство, при отите, ангине, язве желудка, при мигрени и как седативное. Отвар листьев травники назначали при золотухе, желудочных заболеваниях и как снотворное. Знахари использовали иван-чай при лечении эпилепсии, алкогольных психозов, малокровии, как мягчительное и потогонное при простуде, а также при лечении различного вида злокачественных опухолей.
Действует успокаивающе на центральную нервную систему. По своим седативным свойствам он несколько уступает валериане лекарственной, но обладает другими свойствами, которых у валерианы нет. Иван-чай способен изменять условно-рефлекторную деятельность человека, и поэтому весьма эффективен при лечении неврозов. Наряду с этим отвары кипрея узколистного усиливают действие седативных, снотворных и наркотических лекарств, обладают противосудорожным эффектом. Механизм действия иван-чая сходен с таким сильнодействующим препаратом, как аминазин. У аминазина есть среди отрицательных свойств неприятная для пациента способность расслаблять скелетную мускулатуру, что делает передвижение больных, получающих аминазин, довольно трудной задачей. Препараты же иван-чая практически не обладают подобным эффектом. Иван-чай положительно действует на работу сердца, благодаря находящемуся в растительном сырье гиперозиду, который является стресс-протектором, умеренным седатиком, модулятором настроения, снижает агрессивность. Лист кипрея помогает врачу сделать больного более коммуникабельным, контактным, менее напряжённым. Фитопрепараты из кипрея узколистного оказывают благоприятное действие при бессоннице, головной боли.
Листья и цветки растения оказывают, помимо седативного, противовоспалительное, ранозаживляющее и обволакивающее слизистые оболочки действие. Считается, что эти свойства обусловлены наличием в растении большого количества танинов и слизи. Поэтому народные травники и современные фитотерапевты применяют иван-чай при лечении язвенной болезни и других болезней желудочно-кишечного тракта со склонностью к поносам. Препараты кипрея узколистного в виде настоя используются при лечении различного рода экзем, атопического дерматита, псориаза и других болезней кожи, особенно если они сопровождаются расстройствами желудочно-кишечного тракта и невротическими проявлениями.

#### Исследования
Настои и отвары листьев иван-чая обладают сильным противовоспалительным и обволакивающим свойствами, обусловленными танинами и слизью (полисахаридами). Он имеет самый высокий коэффициент противовоспалительного действия среди исследованных растений отечественной флоры. Благодаря этому иван-чай оказывает высокий лечебный эффект при воспалительных заболеваниях простаты и других внутренних органов мочеполовой сферы мужчин.
В начале 70-х годов XX века группой советских специалистов во Всероссийском онкологическом центре РАМН был получен препарат ханерол. Сырьём для его получения служили соцветия иван-чая, собранные в фазе массового цветения. Было обнаружено, что иван-чай обладает выраженной цитостатической и гемагглютинирующей активностью, что подтверждено экспериментальными исследованиями. Ханерол обладает противоопухолевым действием. По спектру своей активности он ближе к группе антиметаболитов, к которым, например, относится препарат 5-фторурацил.
В конце XX века в лаборатории предварительного апробирования противовирусных веществ Белорусского НИИ эпидемиологии и микробиологии изучили противовирусную активность индивидуальных образцов растений и сборов трав, произрастающих в Беларуси. Установлена способность кипрея узколистного подавлять размножение вируса простого герпеса в тканевых культурах.
На базе Санкт-Петербургской химико-фармацевтической академии в 1997 году Е. Л. Тамм изучила влияние экстрактов листа и корневища кипрея узколистного, полученных экстракцией 70%-м этиловым спиртом, в дозе 50 мг/кг при внутрибрюшинном введении на различные стадии воспалительного процесса. Контрольной группе животных вводили физиологический раствор натрия хлорида. Было установлено, что растительные вытяжки из кипрея узколистного обладают противоаллергическими, противоотёчными свойствами на модели бутадионовой язвы желудка. Препараты достоверно уменьшали количество деструкций слизистой оболочки желудка крыс. Таким образом, исследованные экстракционные препараты оказывали выраженное угнетающее влияние на различные звенья процесса воспаления. Полученные данные могут быть использованы для разработки новых лекарственных препаратов из кипрея узколистного.

## Классификация

### Таксономическое положение
- Epilobium angustifolium L., 1753, Sp. Pl. : 347

Вид Кипрей узколистный входит в род Кипрей (Epilobium) семейства Кипрейные (Onagraceae) порядка Миртоцветные (Myrtales) последовательно входящий в клады Мальвиды → Розиды → Суперрозиды → Эвдикоты → Цветковые растения. Таксономическая схема в соответствии с Системой APG IV по состоянию на декабрь 2023 года:
|  |                          |  |                                   |                                   |                     |  | еще 8 семейств | еще 8 семейств |                        |  |                         |  | еще 261 подтвержденный вид и 147 таксонов в статусе "неподтвержденных" | еще 261 подтвержденный вид и 147 таксонов в статусе "неподтвержденных" |  |
|  |                          |  |                                   |                                   |                     |  | еще 8 семейств | еще 8 семейств |                        |  |                         |  | еще 261 подтвержденный вид и 147 таксонов в статусе "неподтвержденных" | еще 261 подтвержденный вид и 147 таксонов в статусе "неподтвержденных" |  |
|  |                          |  |                                   | порядок Миртоцветные              |                     |  |                |                | род Кипрей             |  |                         |  |                                                                        |                                                                        |  |
|  |                          |  |                                   | порядок Миртоцветные              |                     |  |                |                | род Кипрей             |  | 2 внутривидовых таксона |  |                                                                        |                                                                        |  |
|  | клада Цветковые растения |  |                                   |                                   | семейство Кипрейные |  |                |                | вид Кипрей узколистный |  |                         |  |                                                                        |                                                                        |  |
|  | клада Цветковые растения |  |                                   |                                   |                     |  |                |                |                        |  |                         |  |                                                                        |                                                                        |  |
|  |                          |  | ещё 63 порядка цветковых растений | ещё 63 порядка цветковых растений |                     |  |                | еще 21 род     | еще 21 род             |  |                         |  |                                                                        |                                                                        |  |
|  |                          |  |                                   | ещё 63 порядка цветковых растений |                     |  |                |                | еще 21 род             |  |                         |  |                                                                        |                                                                        |  |

### Внутривидовые таксоны
- Epilobium angustifolium subsp. circumvagum Mosquin
- Epilobium angustifolium subsp. macrophyllum (Hausskn.) Hultén

### Синонимы
- Chamaenerion angustifolium (L.) Scop.
- Chamaenerion angustifolium (L.) Schur
- Chamaenerion angustifolium f. leiostylum Berlin
- Chamaenerion angustifolium f. pubescens (Hausskn.) Kitag.
- Chamaenerion angustifolium var. abbreviatum Lunell
- Chamaenerion angustifolium var. album Yue Zhang & J.Y.Ma
- Chamaenerion angustifolium var. karsianum Tzvelev
- Chamaenerion angustifolium var. pubescens (Hausskn.) Tzvelev
- Chamaenerion angustifolium var. spectabile Simmons
- Chamaenerion denticulatum Schur
- Chamaenerion spicatum Gray
- Chamaenerion spicatum f. alba Cockerell
- Chamerion angustifolium (L.) Holub
- Chamerion angustifolium f. pleniflorum (Nakai) Yonek.
- Epilobium angustifolium f. albiflorum E.L.Rand & Redfield
- Epilobium angustifolium f. angustifolium
- Epilobium angustifolium f. spectabile (Simmons) Fernald
- Epilobium angustifolium subsp. albiflorum Dumort.
- Epilobium angustifolium subsp. angustifolium
- Epilobium angustifolium var. abbreviatum (Lunell) Munz
- Epilobium angustifolium var. angustifolium
- Epilobium angustifolium var. macrophyllum (Hausskn.) Fernald
- Epilobium antonianum Auct. ex Pers.
- Epilobium brachycarpum Leight.
- Epilobium difforme Gilib.
- Epilobium elatum Munro ex Hausskn.
- Epilobium gesneri Vill.
- Epilobium gracile Brügger
- Epilobium latifolium Matt.
- Epilobium latifolium F.W.Schmidt
- Epilobium leiostylon Peterm.
- Epilobium macrocarpum Steph.
- Epilobium montanum Hacq.
- Epilobium neriifolium H.Lév.
- Epilobium persicifolium Vill.
- Epilobium rubrum Luce
- Epilobium salicifolium Stokes
- Epilobium salicifolium Bojer
- Epilobium spicatum Lam.
- Epilobium spicatum f. albiflorum Britton
- Epilobium variabile Luce
- Epilobium verticillatum Ten.
- Pyrogennema angustifolium (L.) Lunell